# Landgericht Essen

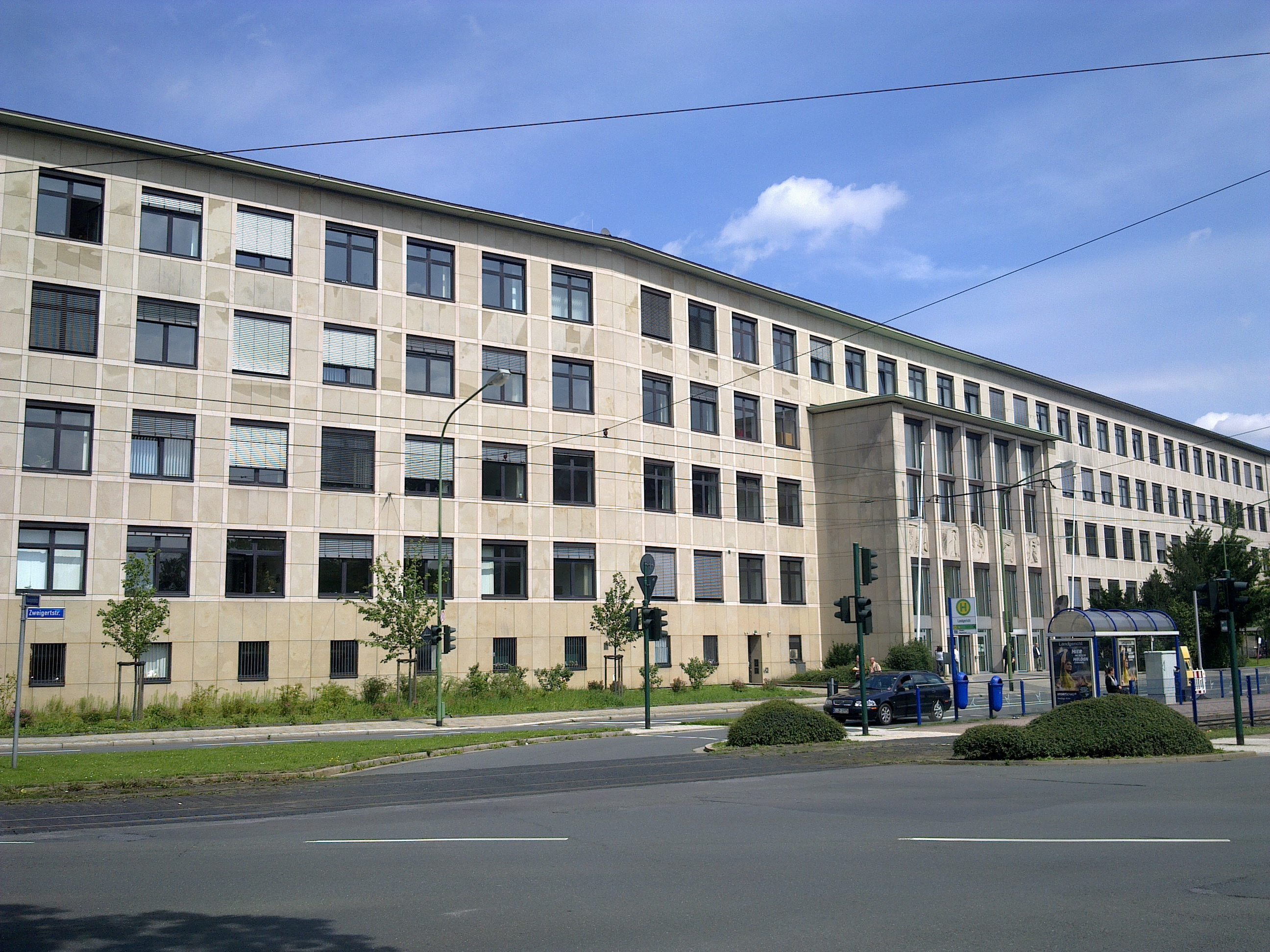
Gebäude des Landgerichts in Essen-Rüttenscheid (2011)

Das Landgericht Essen ist ein Landgericht in Essen, das mit etwa 300 Mitarbeitern für einen Landgerichtsbezirk mit knapp 1,4 Millionen Einwohnern zuständig ist.

## Gerichtsbezirk
Das Landgericht Essen liegt im Bezirk des Oberlandesgerichtes Hamm.
Für die neun Amtsgerichte Bottrop, Dorsten, Essen, Essen-Borbeck, Essen-Steele, Gelsenkirchen, Gladbeck, Hattingen und Marl, sowie die sechs Bewährungshilfen Essen I, Essen II, Essen III, Gelsenkirchen, Gladbeck, Marl ist das Landgericht Essen zuständig.
Historisch gehörten bis zur Errichtung des Landgerichts Bochum im Jahre 1892 auch das Amtsgericht Bochum und das Amtsgericht Wattenscheid zum Landgerichtsbezirk Essen, die danach zum Bezirk des neu errichteten Landgerichts Bochum kamen. Bis zu ihrer Aufhebung ebenfalls zum Landgerichtsbezirk Essen gehörten das 1976 aufgelöste Amtsgericht Essen-Werden und das zum Jahreswechsel 2015/2016 aufgehobene Amtsgericht Gelsenkirchen-Buer. Das Gleiche gilt für das 1979 aufgelöste Amtsgericht Haltern, das allerdings nur in den fünf letzten Jahren seines Bestehens im Landgerichtsbezirk Essen angesiedelt war, da es noch bis 1974 zum Landgerichtsbezirk Münster gehört hatte.

## Geschichte

Erstes Landgericht am III. Hagen, erbaut 1883

Der Landgerichtsbezirk Essen wurde 1879 geschaffen. Einige Nachbarstädte hatten sich zuvor vergeblich um dessen Sitz beworben. Die Stadt Essen stellte auf ihre Kosten das Grundstück im Wert von 180.000 Mark zur Verfügung und musste für die Standsicherheit des Gerichtsgebäudes garantieren, denn in Essen traten immer häufiger Bergschäden auf. Mit diesen Zugeständnissen gewann Essen den Wettbewerb um den Gerichtssitz. Bis der Neubau fertig war, behalf man sich mit dem Gebäude der einstigen Regierungskanzlei am Burgplatz.

### Erstes Landgericht am III. Hagen 1883
Der erste Landgerichtsbau wurde zwischen Dezember 1881 und 1883 in der Innenstadt an der Straße III. Hagen 39/41, Ecke Logenstraße, gegenüber dem Salzmarkt, errichtet. Zur Standsicherheit gliederte man das Gerichtsgebäude in fünf Einzelbauten, die jeweils mit einem Ankersystem versehen, aber dennoch miteinander verbunden waren. Kreis-Bauinspektor Niedieck leitete das Gesamt-Bauprojekt, die Sicherungsmaßnahmen oblagen dem Ingenieur Gustav Diechmann. Das Gerichtsgebäude wurde als solches bis 1913 genutzt, dahinter befand sich das Gefängnis.

### Neubau in Rüttenscheid 1913

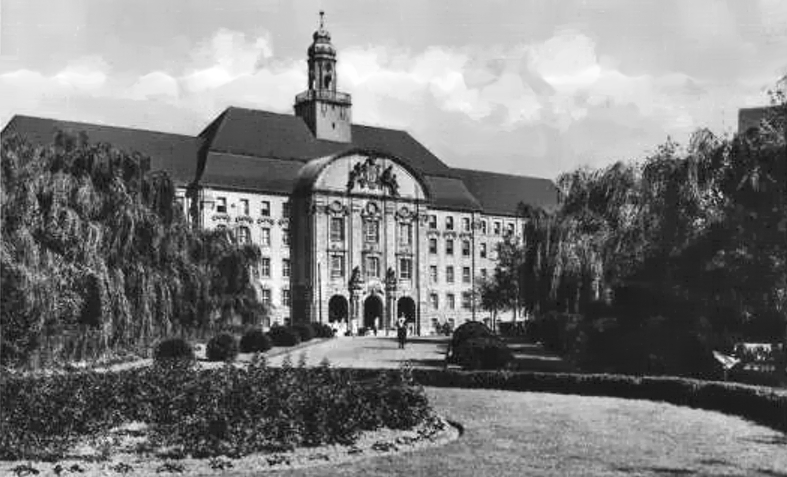
Landgerichtsgebäude (zwischen 1913 und 1945)

Zwischen 1908 und 1913 erfolgte unter der Bauleitung des Regierungsbaumeisters Georg Güldenpfennig der Bau des neuen Gebäudes an der Zweigertstraße 52. Der 1908 erstellte Vorentwurf entstand unter Leitung von Paul Thoemer im preußischen Ministerium der öffentlichen Arbeiten. Das an der Zweigertstraße 135 Meter und an der Kortumstraße 77 Meter lange, neubarocke Bauwerk kostete rund 4,3 Millionen Mark (kaufkraftbereinigt in heutiger Währung: etwa 26 Mio. Euro) und wurde am 4. April 1913 seiner Bestimmung übergeben. Die Höhe der Dachturmspitze betrug 53 Meter. Der Komplex bot 340 Diensträume und acht Innenhöfe. Hinzu kamen ein Schwurgerichtssaal, vier Strafkammer-, drei Schöffengerichts- und zehn Zivilsitzungssäle. Da der Bau auf die Initiative des Oberjustizrates und Präsidenten am Landgericht Essen, Franz Christoph Büscher, zurückgeht, wurde ihm zu Ehren am gleichen Tage die gegenüberliegende Weyerstraße in Büscherstraße umbenannt. Der nach dem Kriege wiederaufgebaute Ostflügel steht seit 2005 unter Denkmalschutz.

### Landesarbeitsgericht Essen
Gemäß Arbeitsgerichtsgesetz vom 23. Dezember 1926 wurden in Deutschland Arbeitsgerichte gebildet. Diese waren nur in der ersten Instanz unabhängig, die Landesarbeitsgerichte waren den Landgerichten zugeordnet. Am Landgericht Essen entstand so 1927 das Landesarbeitsgericht Essen als eines von fünf Landesarbeitsgerichten im Bezirk des Oberlandesgerichtes Hamm. Dem Landesarbeitsgericht Essen waren folgende Arbeitsgerichte zugeteilt: Arbeitsgericht Essen, Arbeitsgericht Gelsenkirchen und Arbeitsgericht Gladbeck.
Nach der Besetzung Deutschlands durch die Alliierten wurden 1945 zunächst alle Gerichte geschlossen. Die ordentlichen Gerichte wurden schon bald wieder eröffnet, während die Arbeitsgerichte zunächst nicht wieder eingerichtet wurden, so dass arbeitsgerichtliche Streitigkeiten von den ordentlichen Gerichten erledigt werden mussten. Gemäß Kontrollratsgesetz 21 sollten in Deutschland Arbeitsgerichte aufgebaut werden. Anstelle der früheren Landesarbeitsgerichte wurde nur noch ein Landesarbeitsgericht Düsseldorf für das Rheinland und das Landesarbeitsgericht Hamm für Westfalen gebildet, ein Landesarbeitsgericht Essen entstand nicht neu.

### Wiederaufbau nach dem Krieg, heutige Situation

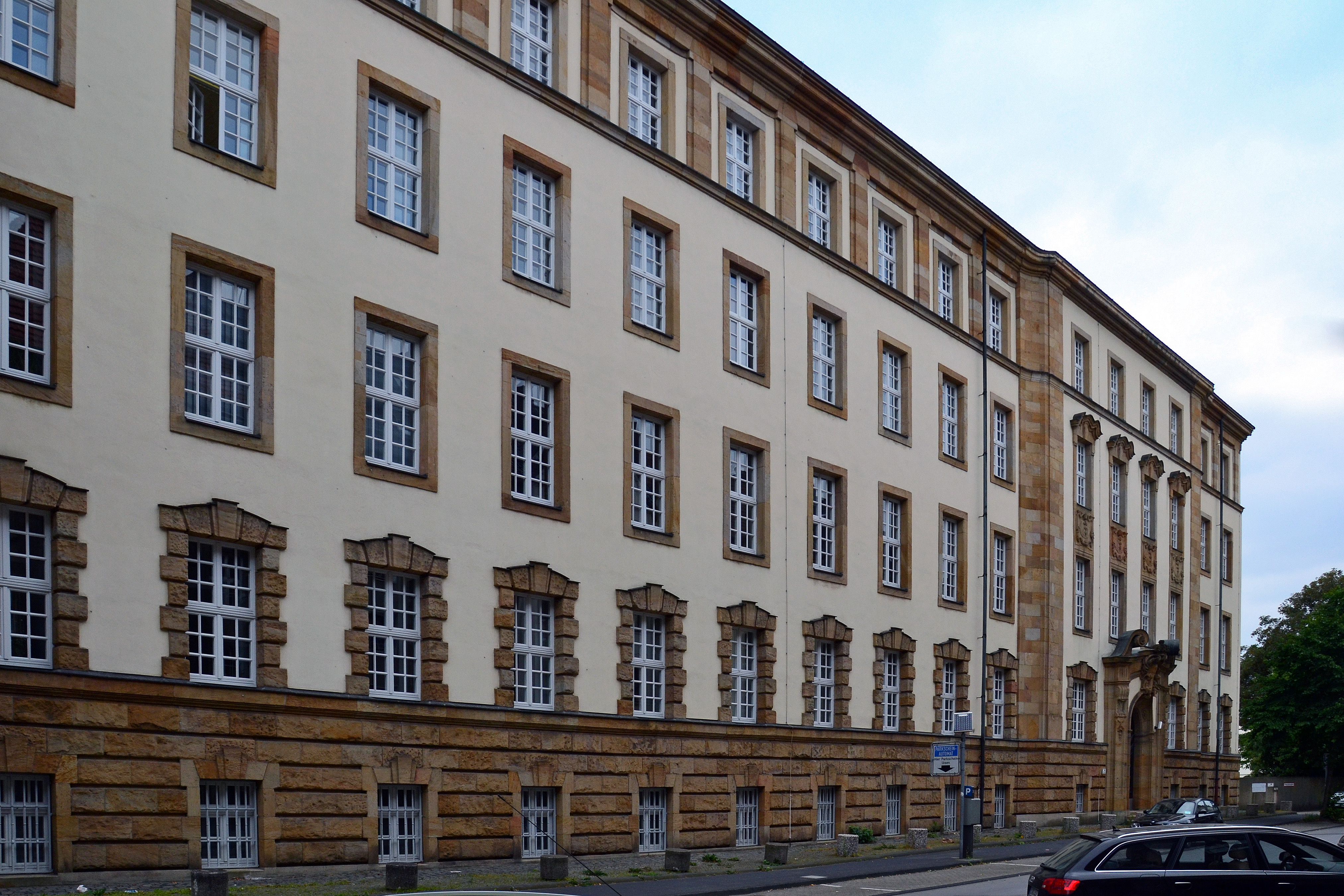
Wieder aufgebauter, denkmalgeschützter Ostflügel

Nach Zerstörungen im Zweiten Weltkrieg wurde das Gericht als Provisorium am 28. November 1945 durch die britische Militärregierung wiedereröffnet. Zwischen 1950 und 1956 baute man das Gebäude auf altem Grundriss nach Plänen des Essener Architekten Alfred Pegels mit einem Kostenaufwand von über fünf Millionen DM wieder auf. Nur der Westflügel wurde dabei erweitert, so dass 60 neue Zimmer entstanden. Mitte der 1970er Jahre wurde ein weiterer Anbau für eine Kantine, eine Bibliothek und 22 weitere Räume errichtet, der 2016 durch einen Neubau mit Sitzungssälen ersetzt wurde.
Im Bereich des Haupteingangs wurde 1998 nach dem Mord an dem Richter Michael Teuber eine Sicherheitsschleuse eingebaut, wodurch der Vorbau an der Längsseite des Gebäudes sein derzeitiges Aussehen erhielt. Teuber war von einem Besucher, den er zuvor zu einer geringen Geldstrafe verurteilt hatte, in seinem Dienstzimmer erschossen worden. An ihn erinnert eine im Eingangsbereich des Gerichts befindliche Glastafel mit einem täglich erneuerten Blumengebinde.
Ebenfalls im Eingangsbereich des Gebäudes wird eine Dauerausstellung zur „Justiz im Nationalsozialismus“ gezeigt, die an die Schicksale am Amts- und Landgericht Essen tätiger und nach 1933 dienstentlassener, deportierter und ermordeter jüdischer Richter und Anwälte erinnert und Akte der Willkürjustiz im NS-Staat dokumentiert, die von Mitarbeitern und Richtern des Gerichts in den Jahren bis 1945 begangen wurden.
Präsidentin des Landgerichts Essen ist seit März 2018 Gudrun Jockels.

## Bekannte Verfahren
- 1967–1970: Schwurgerichtsverfahren wegen Gewaltverbrechen im KZ Mittelbau-Dora (Essener Dora-Prozess)
- 1972: Strafverfahren gegen die Entführer des Aldi-Mitgründers Theo Albrecht[9]
- 1990–1991: Schwurgerichtsverfahren „Gladbecker Geiseldrama“[10]
- 1999: Schwurgerichtsverfahren gegen vier Angreifer des Gendarmen Daniel Nivel bei der Fußball-Weltmeisterschaft 1998 in Lens[11]
- 2010: Strafverfahren gegen den Transplantations-Chirurgen Christoph Broelsch[12]
- 2014: Wirtschaftsstrafverfahren gegen Thomas Middelhoff wegen Untreue[13]
- 2015: Strafverfahren gegen den Kunstberater Helge Achenbach[14]
- 2018: Strafverfahren im Medizinskandal Alte Apotheke Bottrop[15]